# Lœuilly
Lœuilly (picardisch: Leuilly; auch Louville) ist eine Commune déléguée in der nordfranzösischen Gemeinde Ô-de-Selle  mit 792 Einwohnern (Stand 1. Januar 2022) im Département Somme in der Region Hauts-de-France.

## Geographie

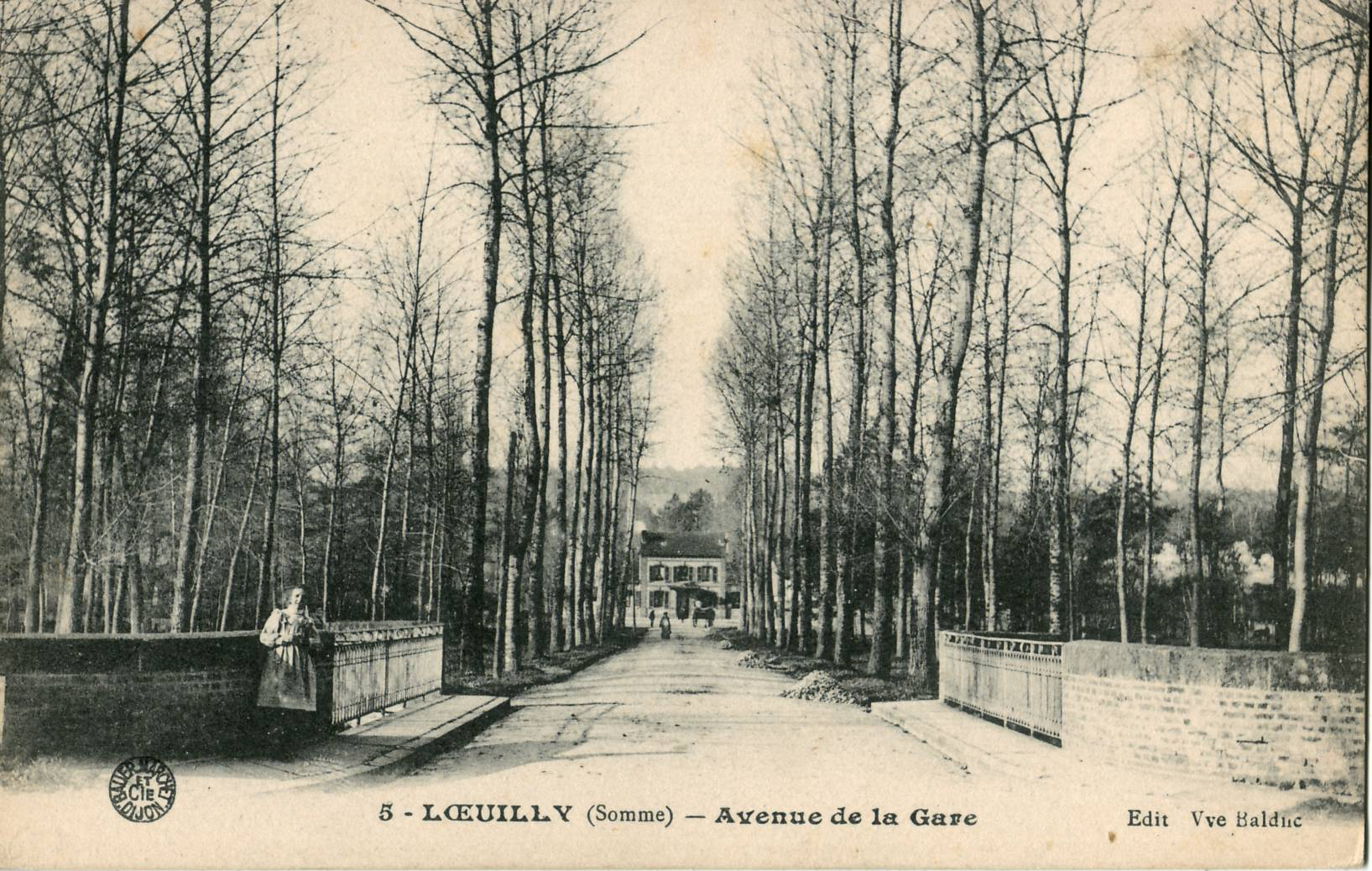
Historische Aufnahme der Avenue de la Gare

Die überschwemmungsgefährdete Commune déléguée liegt rund 15 Kilometer südlich von Amiens und vier Kilometer nördlich von Conty an der hier in mehrere Arme aufgespaltenen Selle, erstreckt sich im Westen bis in den Bois de Wailly und wird im Osten etwa durch die Autoroute A16 begrenzt. Die Gemeinde besaß einen Haltepunkt an der abgebauten und als Wanderweg La Coulée Verte genutzten Bahnstrecke von Amiens nach Beauvais.

## Geschichte
Das Gemeindegebiet war schon in gallo-römischer Zeit besiedelt.
1472 wurde das Schloss durch Truppen Karls des Kühnen zerstört. 1593 wurde das Dorf durch Truppen der Heiligen Liga in Brand gesetzt.
Die Gemeinde Lœuilly wurde am 1. Januar 2019 mit Neuville-lès-Lœuilly und Tilloy-lès-Conty zur Commune nouvelle Ô-de-Selle zusammengeschlossen. Sie hat seither den Status einer Commune déléguée. Die Gemeinde Lœuilly gehörte Arrondissement Amiens und zum Kanton Ailly-sur-Noye.

## Einwohner
| 1962 | 1968 | 1975 | 1982 | 1990 | 1999 | 2006 | 2010 |
| ---- | ---- | ---- | ---- | ---- | ---- | ---- | ---- |
| 602  | 621  | 657  | 831  | 831  | 809  | 840  | 853  |

## Verwaltung
Bürgermeister (maire) ist seit 2011 Valérie Mouton.

## Sehenswürdigkeiten
- Mehrere alte Mühlen an der Selle
- Kirche Saint-Martin aus dem 17. Jahrhundert
- Schloss mit am Ende des 19. Jahrhunderts eingerichtetem Jagdpark, seit 2010 als Monument historique eingetragen (Base Mérimée PA80000069)

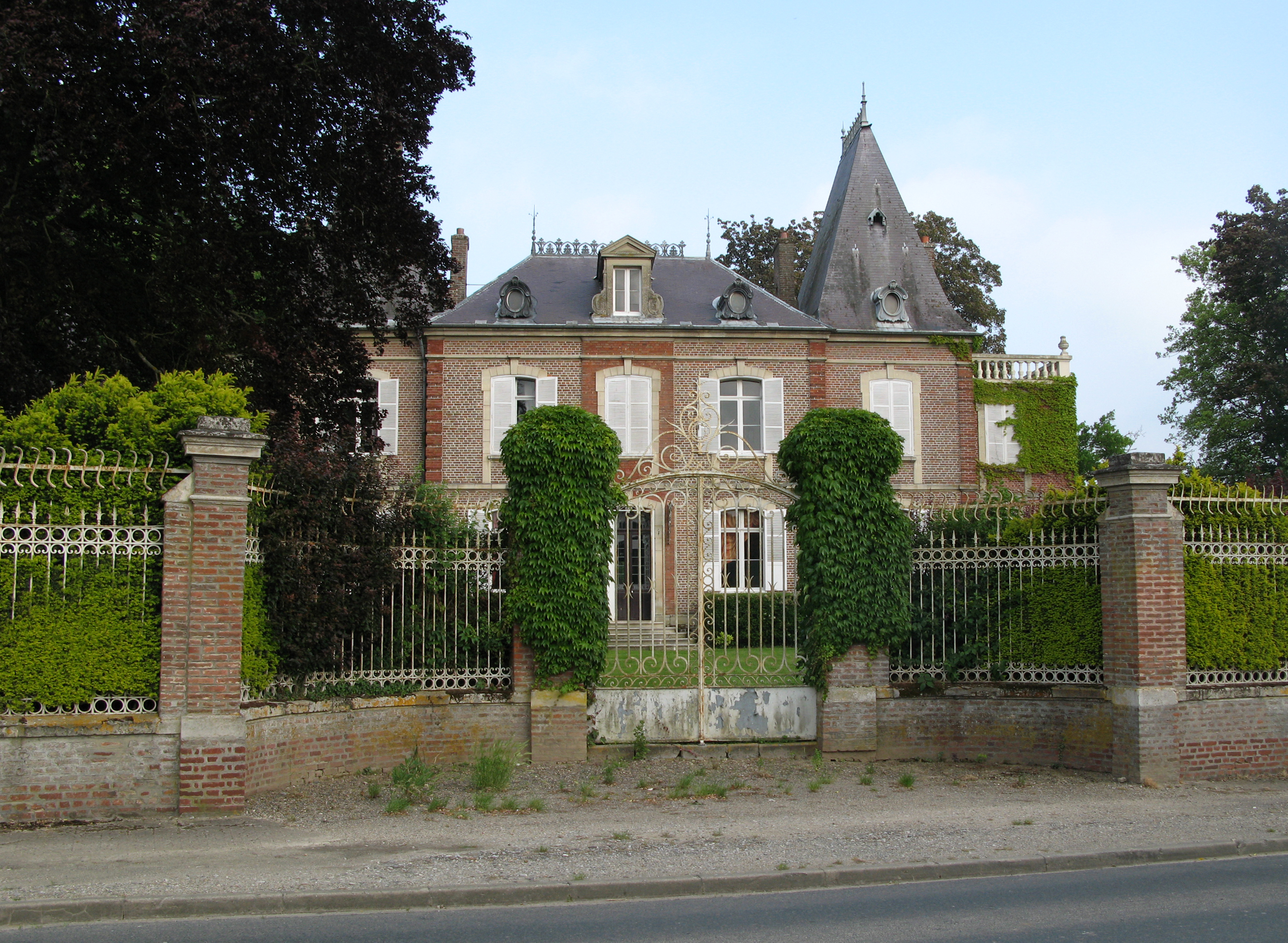
Schloss